# ریفیلکه
ریفیلکه، یک بخش و یا  در واقع شهرستان، از استان روگالاند در کشور نروژ است. ریفیلکه، شامل جزایر و مناطق فیورد در شمال و شرق بوکنافیورد، و همچنین جزایر واقع در بوکنافیورد می شود. امروزه ، قسمتهای واقع در منتهی الیه  شمال روگالاند معمولاً جزئی از  ریفیلکه،  محسوب نمی شوند ، اما این بخش، در غرب، هیچ مرز مشخص و واضحی با منطقه شهرداری هوگسوند در شهرستان هاگالاند ندارد. در حوزهٔ نفوذ شرعی کلیساها، این بخش، یک زیر واحد از اسقف‌نشین ریفیلکه منظور شده است. اما هیچ یک از واحدهای اداری، دقیقاً منطبق با منطقه ای نیست که معمولاً ریفیلکه، نامیده می شود.

## امور اداری
سابقاً ریفیلکه، شامل کل استان فعلی روگالاند بود. در تقسیمات جدید اداری، ریفیلکه،  فقط قسمتهای شمالی این منطقه ، یعنی مناطق شمال و شرق بوکنافیورد و جزایر موجود در آن را شامل می شود. در حوزهٔ نفوذ شرعی کلیساها،  مناطق متعلق به ریفیلکه، از  قرون وسطی تا دهه ۱۹۸۰ به استثناء چند مورد جزئی تقریباً ثابت بوده است. روستاهای جنوب ریفیلکه، در تقسیمات کلیسایی، متعلق به حوزه نفوذ اسقف‌نشین استاوانگر بود.
دستگاه اداری عریضه نویسی، که قبل از تغییرات گسترده در ساختار شهرداری در سال ۱۹۶۵ وجود داشت ، تصویر واضح تری از منطقه ای که ریفیلکه،  در نظر گرفته می شد ترسیم می کند. این دستگاه اداری، شامل  ۲۰  شهرداری بود.
هنگامی که نقشه جدید شهرداری در روگالاند در سال ۱۹۶۵ ترسیم شد ، مرکز اداری تعدادی از شهرهای ریفیلکه، به خارج از  ریفیلکه، منتقل شده بود. در ضمن، مسیر و سلسله مراتب ارتباطات، موجب شد که مرتباً ، شهرداری تازه تأسیس شدهٔ ویندافیورد  به میزان کمتری، جزئی از  ریفیلکه، به حساب آید. دستگاه قدیمی عریضه نویسی، مجبور به اعمال تغییرات در تقسیمات اداری شد. در سال ۲۰۰۷ دادگاه بخش، در ریفیلکه، منحل شد و مسئولیت قضایی آن بین دستگاه قضایی استاوانگر و هوگسوند تقسیم گردید.

## یادداشت
1. ↑   به انگلیسی و نروژی:Ryfylke